# 奪帥
《奪帥》是2008年香港一部犯罪片電影，由羅守耀擔任導演。本片主要演員的武打巨星吳京、任達華及洪金寶（三者為殺破狼演員）、恬妞、李修賢、甄詠珊、等演出，題材是黑社會內訌、過於暴力（即過於血腥）等，同時結局大多沒有好下場，因此已列為只准18歲以上人士入場觀看（III），在2008年2月28日於香港上映。

## 劇情
順應天命者...悲，抗逆天命者...死。棋盤中，有規有序，每只棋子都各掌其位，不能越雷池半步，一子錯滿盤皆落索，結果後悔難返
"忠信義"大哥連浩龍(洪金寶飾)事業如日中天，手下猛將如雲，其妻素素(恬妞飾)、其弟連浩東(任達華飾)，阿發(張兆輝飾)、天虹(吳京飾)、阿污(盧惠光飾)、阿亨(向佐飾)個個忠心為主，行事果斷，心狠手辣，因此"忠信義"在香港黑幫中獨領群雄。黑社會世界裡，爾虞我詐、弱肉強食，江湖恩怨每每以血腥暴力解决。一次三億元毒品交易卻被反黑组廖sir(李修賢飾)搗破，其後"忠信義"的幕後金主四叔(許紹雄飾)又被绑架，致使忠信義"元氣大傷。"忠信義"接連發生事件，連浩龍、素素、連浩東等人走投無路......

## 演員
- 洪金寶 飾 連浩龍/龍 (字頭「忠信義」龍頭，最後被警方擊斃)
- 任達華 飾 連浩東/東 (連浩龍之弟，「忠信義」第二把交椅，亦是唯一生還者，最後遭埋伏，生死未卜，但其實是奪帥者)
- 恬妞 飾 梁月蓮/SOSO姐 (「忠信義」大家姐，連浩龍之妻，最後在監獄被人割斷大動脈致死)
- 李修賢 飾 廖志宗/廖長官 (反黑組警官)
- 吳京 飾 駱天虹/天虹 (「忠信義」猛人，連浩龍手下，與連浩龍決鬥時被其用鋼管插死)
- 張兆輝 飾 羅定發/發（「忠信義」猛人，連浩龍手下，被連浩東連環擊斃）
- 邵美琪 飾 雷美珍/珍（黑警，最後被捕）
- 林雪 飾 黃樹初/肥波（被羅定發割喉致死）
- 盧惠光 飾 劉國威/阿污 (「忠信義」猛人，連浩龍手下，被羅定發滅口)
- 向佐 飾 郭子亨/亨 (「忠信義」猛人，連浩龍手下，在監獄教堂內領聖體後中毒，生死未卜)
- 張文慈 飾 翠絲（阿污之妻)
- 許紹雄 飾 唐禮譽/四叔 (「忠信義」幕後老闆，被梁月蓮槍殺)
- 譚炳文 飾 駱其昌/花弗 (「忠信義」的對頭)
- 王天林 飾 馬永英/弟叔
- 周聰 飾 公伯
- 馮克安 飾 李振棠/棠叔(「忠信義」叔父）
- 劉錦玲 飾 祖斯芬妮
- 黃德斌 飾 費德
- 路斯明 飾 何永傑/積奇
- 甄詠珊 飾 麗莎 (連浩龍之情婦)

## 獎項
| 頒獎典禮                   | 獎項       | 名單 | 結果 |
| -------------------------- | ---------- | ---- | ---- |
| 第15屆香港電影評論學會大獎 | 最佳電影   |      | 提名 |
| 第15屆香港電影評論學會大獎 | 最佳女演員 | 恬妞 | 提名 |

## 外部連結
- FatalMove.com （页面存档备份，存于）
- 開眼電影網上《奪帥》的資料（繁體中文）
- 豆瓣电影上《奪帥》的資料 （简体中文）
- 时光网上《奪帥》的資料（简体中文）
- AllMovie上《奪帥》的资料（英文）
- 爛番茄上《奪帥》的資料（英文）
- 香港影庫上《奪帥》的資料（繁體中文）
- 互联网电影数据库（IMDb）上《奪帥》的资料（英文）